# رامون پریرا
رامون پریرا (انگلیسی: Ramón Pereira؛ زادهٔ ۱۲ سپتامبر ۱۹۷۸) بازیکن فوتبال اهل اسپانیا است.
از باشگاه‌هایی که در آن بازی کرده‌است می‌توان به باشگاه فوتبال اوئسکا، باشگاه فوتبال هارت آف میدلوتیان، باشگاه فوتبال پومفرادینا، باشگاه فوتبال ختافه، باشگاه فوتبال خرز، و باشگاه فوتبال اتلتیکو مادرید بی اشاره کرد.